# Collection La Belle Aventure
Pour les articles homonymes, voir La Belle Aventure.
La Belle Aventure est une collection des éditions SEPIA créée en 1937 et comptant au moins 28 titres.

## Liste des titres
- 1 L'Esclave du dey par Pierre Demousson
- 2 Le Sortilège malgache par Robert Jean-Boulan
- 3 Vivian et le dieu d'or par Annie et Pierre Hot.
- 4 Une femme chez les cow-boys par Marcel Priollet
- 5 La Ville aux parfums par Gilles Hersay
- 6 Le Cheik aux cheveux pâles par Willie Cobb
- 7 La Voix d'en face par Georges Le Faure
- 8 Siddartha, prince hindou par Jacques Morin-Sarrus
- 9 L'Empreinte blanche par Robert Jean-Boulan
- 10 La Pêcheuse de perles par Magda Contino
- 11 Le Prisonnier de la forêt par H.-J. Magog
- 12 L'Idole au trésor par Pierre Demousson
- 13 Du sang sur la neige par Pierre Mariel
- 14 L'Ile heureuse par Robert Florigni
- 15 Six au bord du Nil par Magda Contino, 1937
- 16 L'épreuve de la brousse par José Bozzi,
- 17 L'icône d'argent par Jean Normand
- 18 Miani, fille du Far West par Verse-Steff, 1938
- 19 La prison souterraine par Georges Fronval
- 20 Les frères du soleil par Jean Rosmer
- 21 La reine des chercheurs d'or par Robert Jean-Boulan
- 22 La baie du malheur par Jean Kery
- 23 La sorcière blanche J. Morin-Sarrus
- 24 Le secret des sables brûlants P.Mariel
- 25 Les otages de l'Himalaya par Pierre Gerville
- 26 Le bateau chargé d'or par René Le Cœur
- 27 Arika, fleur des Tropiques par Jacques Normand
- 28 La captive du lama noir par Sam Walter
- La course à l'or noir "la grande médecine" par Robert Illard, 1945